# Centro Histórico de Olinda
O Centro Histórico de Olinda, também chamado de Cidade Alta, abrange a área histórica do município brasileiro de Olinda, no estado de Pernambuco.
Quase um terço da área total do município é tombado. A preservação desse sítio histórico começou na década de 1930, quando os principais monumentos foram protegidos por tombamento. A partir daí foram promovidas várias ações no sentido de preservar todo o patrimônio histórico, cultural e arquitetônico ainda existente no município. O sítio foi declarado Monumento Nacional pelo Congresso Nacional em 1980, e em 1982 foi reconhecido como patrimônio mundial pela UNESCO.
Olinda foi a urbe mais rica do Brasil Colônia entre o século XVI e o início do século XVII de acordo com escritores da época como Pero de Magalhães Gândavo, chegando a ser referida como uma "Lisboa pequena", dada a opulência só comparável à da Corte portuguesa. Foi sede do Brasil colonial entre 1624 e 1625 por ocasião da primeira das invasões neerlandesas: Matias de Albuquerque foi nomeado Governador-Geral, administrando a colônia a partir de Olinda. A vila manteve-se próspera até a invasão holandesa à Capitania de Pernambuco, quando os neerlandeses, após retirar os materiais nobres das edificações para construir suas casas na capital da Nova Holanda (Recife), incendiaram Olinda. Com o término da Insurreição Pernambucana, Olinda voltou a ser a sede da capitania, porém sem a influência de outrora, o que ocasionou conflitos como a Guerra dos Mascates. Em meados do século XIX, a cidade deixou de ser a capital de Pernambuco.
Em que pesem a descaracterização de parte do seu casario histórico e a perda de diversos exemplares da arquitetura quinhentista com o ataque holandês, Olinda abriga dezenas de igrejas e conventos barrocos de inestimável valor histórico, e mantém o seu traçado urbano colonial. É uma localidade de grande relevo na história do Brasil.

## História

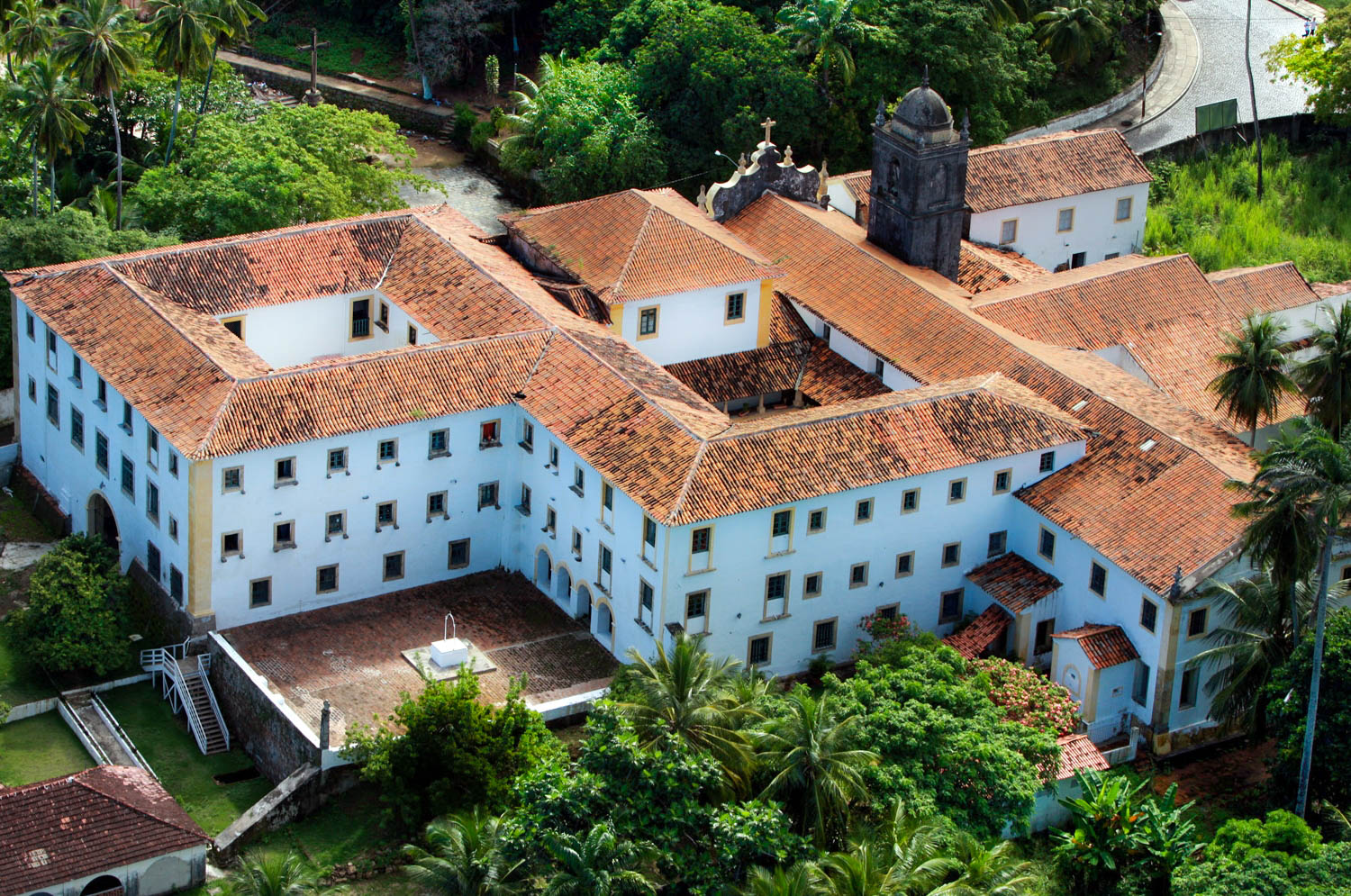
Convento de São Francisco, convento franciscano mais antigo do Brasil.

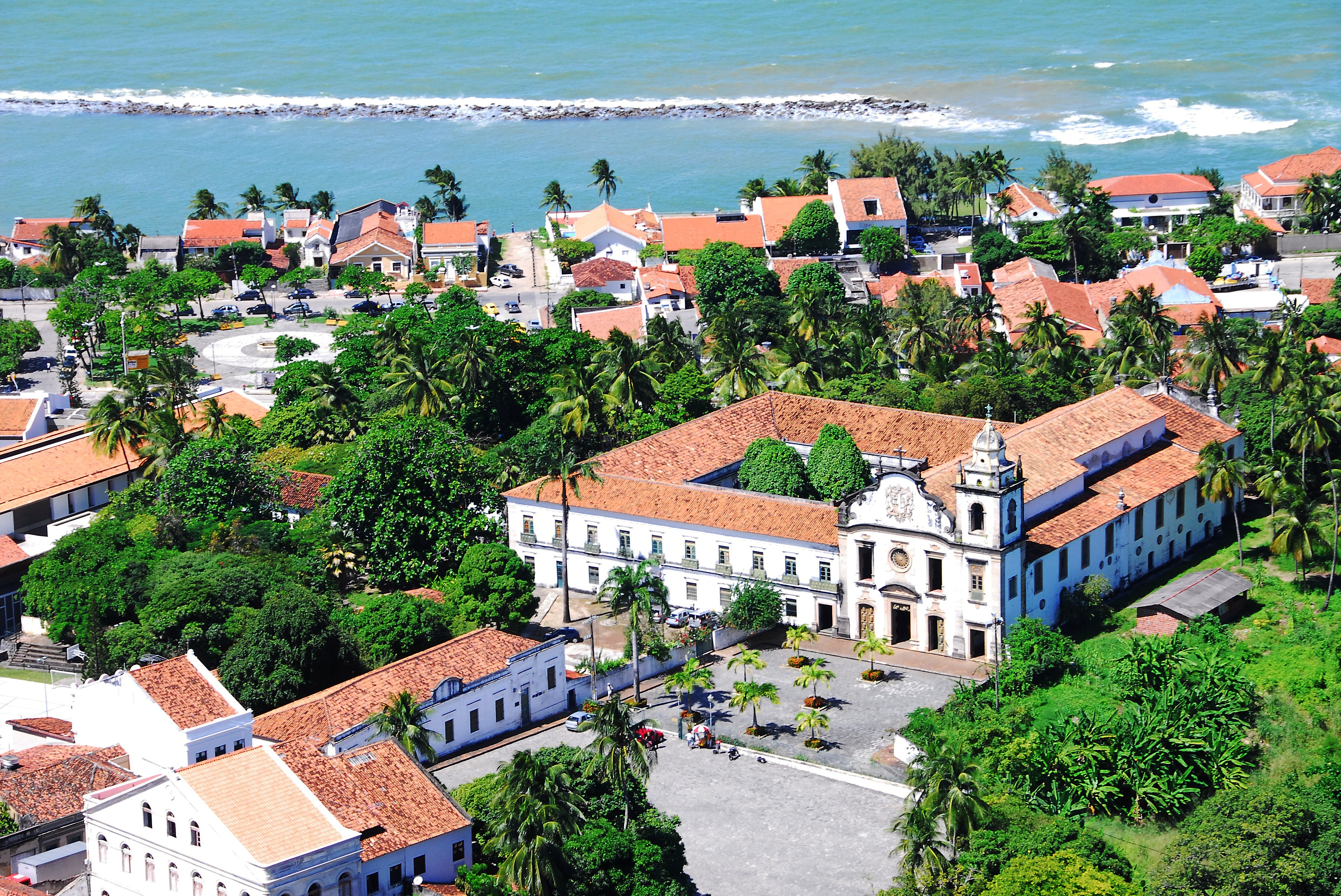
Basílica e Mosteiro de São Bento de Olinda, conjunto situado onde foi erguido o primeiro convento beneditino do Brasil, entre 1597 e 1599.

Fundada em 1535 por Duarte Coelho, primeiro donatário da Capitania de Pernambuco, em um sítio elevado que favorecia a defesa da povoação e controle da região, Olinda se tornou a capital pernambucana e o principal polo econômico do Brasil Colônia no século XVI, enriquecida com a cana-de-açúcar. Em 1612 a vila centralizava a produção de todos os engenhos de Pernambuco, e tanta riqueza motivou a invasão dos holandeses em 1630. Um ano depois, sendo considerada mal localizada pelos invasores, a vila foi abandonada e incendiada, e a capital transferiu-se para Recife, o antigo porto de Olinda.
Depois da expulsão dos holandeses em 1654, Olinda começou a ser reconstruída. Das edificações originais quase nada restara, destacando-se entre as que escaparam do incêndio a Igreja de São João. Porém, desenvolveu-se intensa rivalidade com Recife pela supremacia política. Os fazendeiros e a Igreja desejavam o retorno da capital para sua antiga sede, mas os comerciantes preferiam Recife como capital por ter um porto. Vencendo os primeiros, voltou Olinda à condição de capital. Em 1676 foi erigida ali a Diocese de Pernambuco e a vila subiu à condição de cidade, passando os próximos cem anos envolvida na reconstrução e tornando-se importante centro cultural.

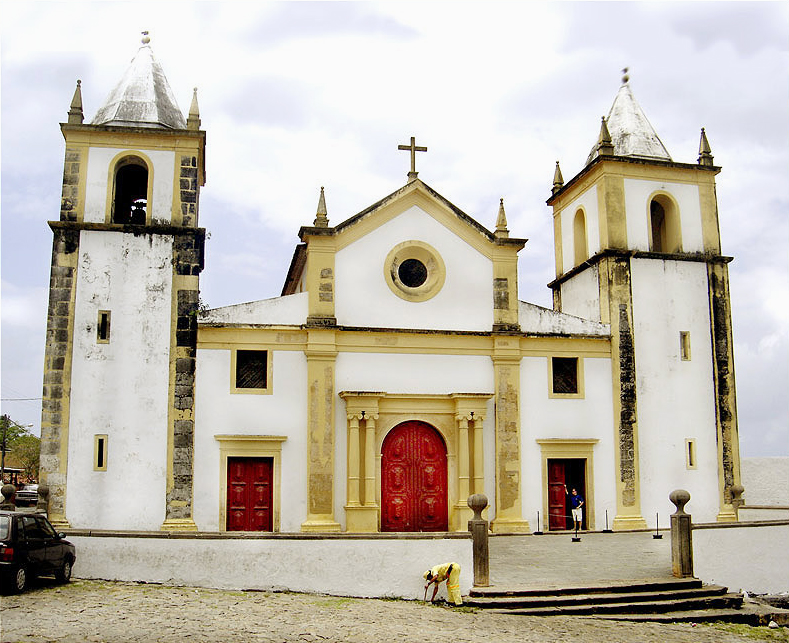
A Catedral Sé de Olinda, maior igreja quinhentista do Brasil.

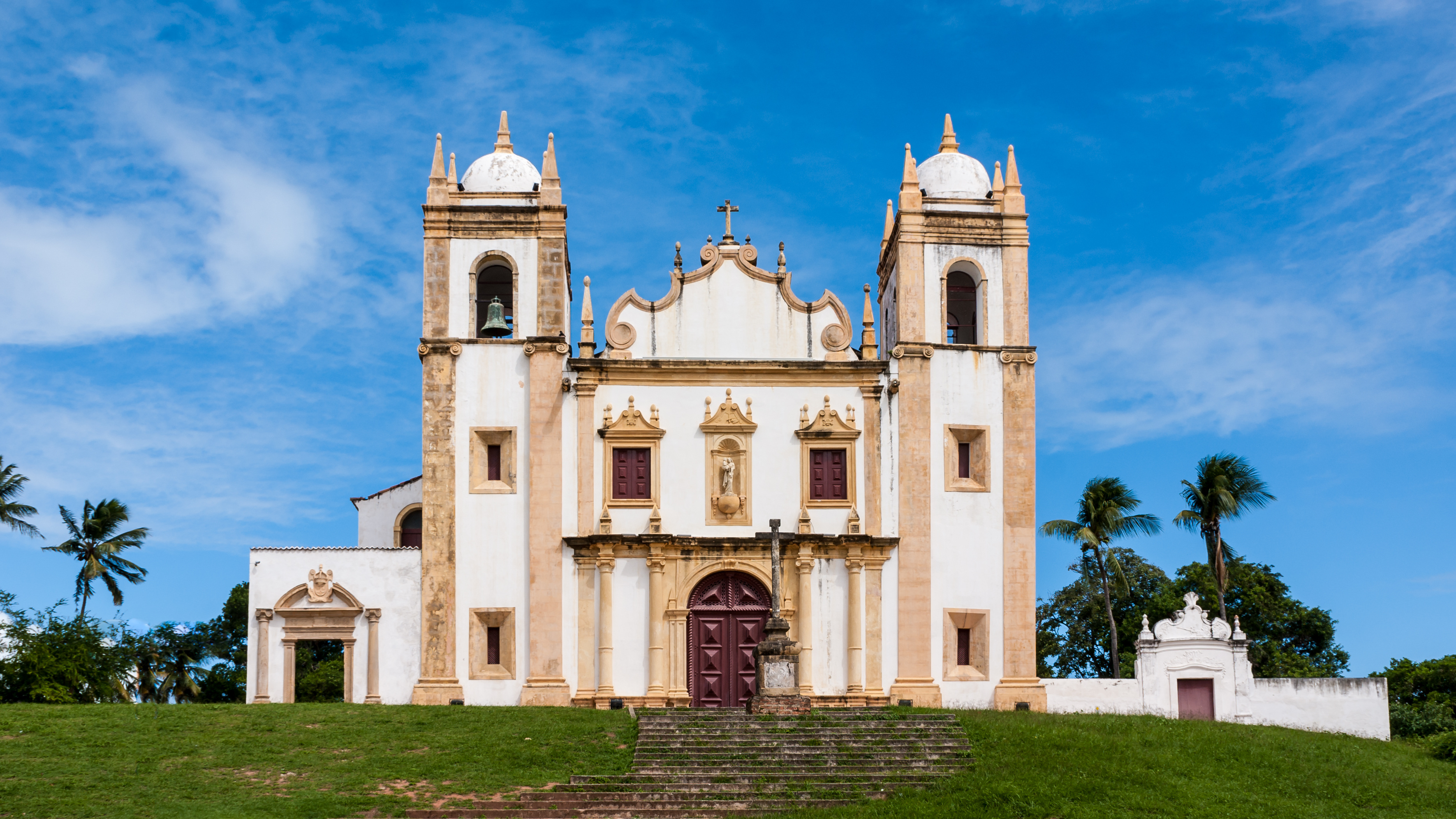
Igreja do Carmo de Olinda, primeiro templo da Ordem dos Carmelitas nas Américas.

No século XVIII, com o declínio da economia açucareira, e enfrentando a constante competição de Recife, que se mostrava cada vez mais próspera, a cidade mudou seu perfil, tornando-se um refúgio de aristocratas, religiosos, estudantes e pessoas em busca de suas praias para banhos medicinais. Em 1827 Recife voltou a ser capital. Ao longo do século XIX  é visível a estagnação da cidade, que continua do mesmo tamanho que tinha no século anterior. O seu renascimento só ocorreu no século XX, quando seu potencial turístico começou a ser explorado.
A cidade tem um traçado irregular, de influência medieval, adaptando-se de forma orgânica às curvas do terreno. Os monumentos históricos são realçados pela abundante vegetação tropical que sobrevive entre a malha urbana. Há grande número de igrejas, muitas delas com rica ornamentação barroca no interior, e seu casario atesta a transformação dos hábitos de edificação civil ao longo dos séculos, mas preservou-se a harmoniosa integração com a paisagem e ainda restam expressivos trechos com a antiga urbanização colonial do século XVIII, com suas casas de tradição portuguesa, com sacadas em pedra ou madeira, fachadas contíguas e grandes quintais, adaptadas ao clima tropical do local.
Segundo descrição da UNESCO, que o declarou Patrimônio Mundial, "as qualidades únicas do Centro Histórico surgem do equilíbrio preservado entre os edifícios, públicos ou privados, e os jardins organizados desde a primitiva divisão dos lotes. É uma cidade de vistas surpreendentes: uma das numerosas igrejas ou conventos barrocos, ou uma das várias capelas dos passos, vai aparecer a cada vez que dobramos uma esquina. Os refinamentos elaborados da decoração das principais estruturas arquitetônicas contrastam com a charmosa simplicidade do casario pintado de cores vivas ou com as fachadas revestidas de azulejos".
Entre as construções existentes atualmente, se destacam a antiga capela do colégio jesuíta, hoje denominada Igreja da Graça, a Catedral Sé de Olinda, a Basílica e Mosteiro de São Bento, o Convento de São Francisco, a Igreja de Nossa Senhora das Neves, a Igreja do Carmo de Olinda, Igreja de Nossa Senhora do Rosário dos Pretos e o antigo palácio episcopal, hoje o Museu de Arte Sacra de Pernambuco. Nos últimos anos a administração municipal, o IPHAN e o Programa Monumenta têm realizado muitas obras de conservação, restauro e revitalização de estruturas e espaços, com preocupação com a acessibilidade e a circulação, a organização dos artesãos e comerciantes locais e o aproveitamento das vistas panorâmicas que podem ser desfrutadas de cima das colinas do centro histórico.
Grande parte do interesse que Olinda desperta vem de suas manifestações da cultura popular, sendo conhecida pela sua cerâmica e sua talha artesanal, pelo seu carnaval e outras festas típicas da região, onde se dança o frevo e o maracatu.

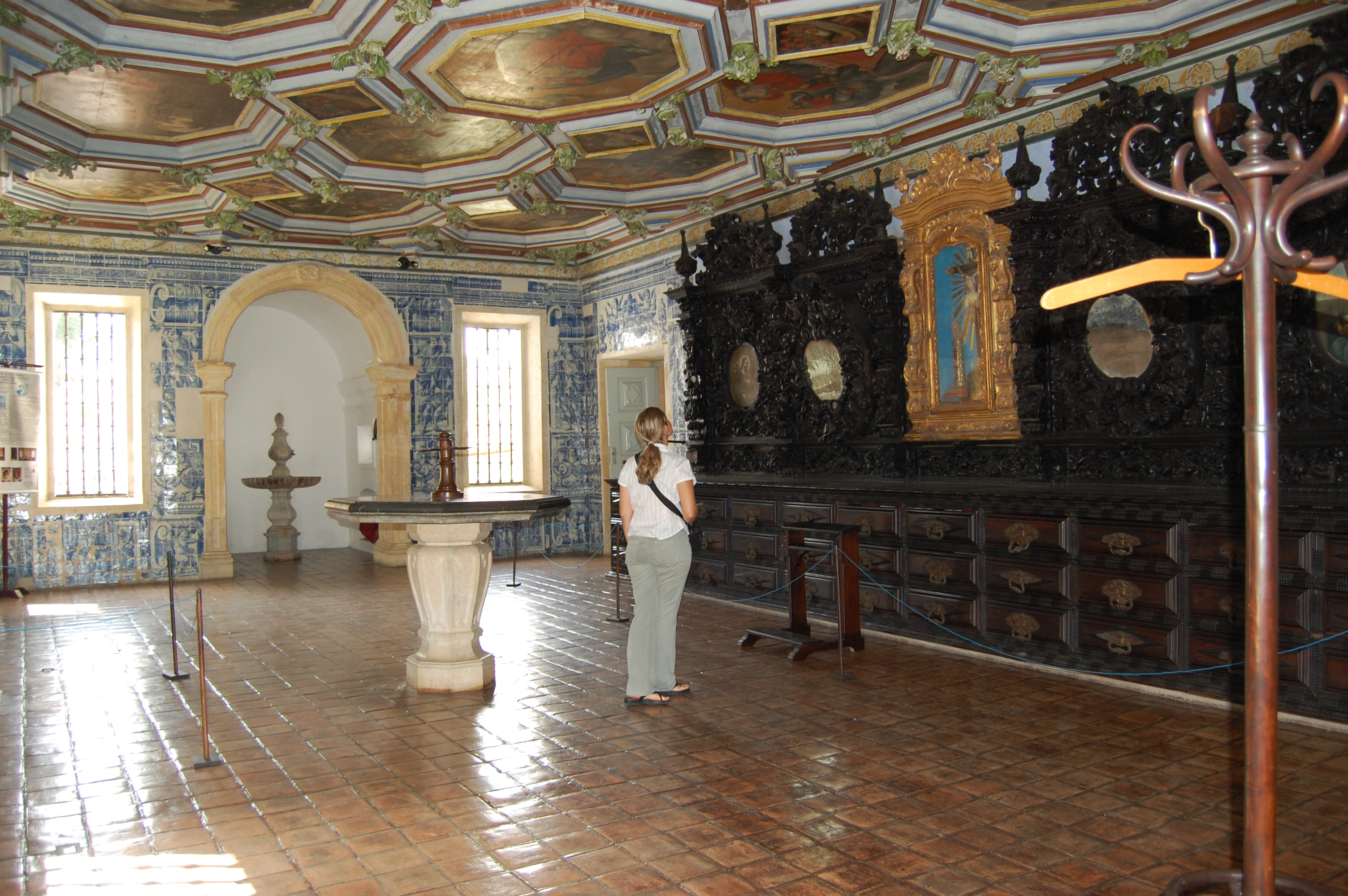
Sacristia do Convento de São Francisco.
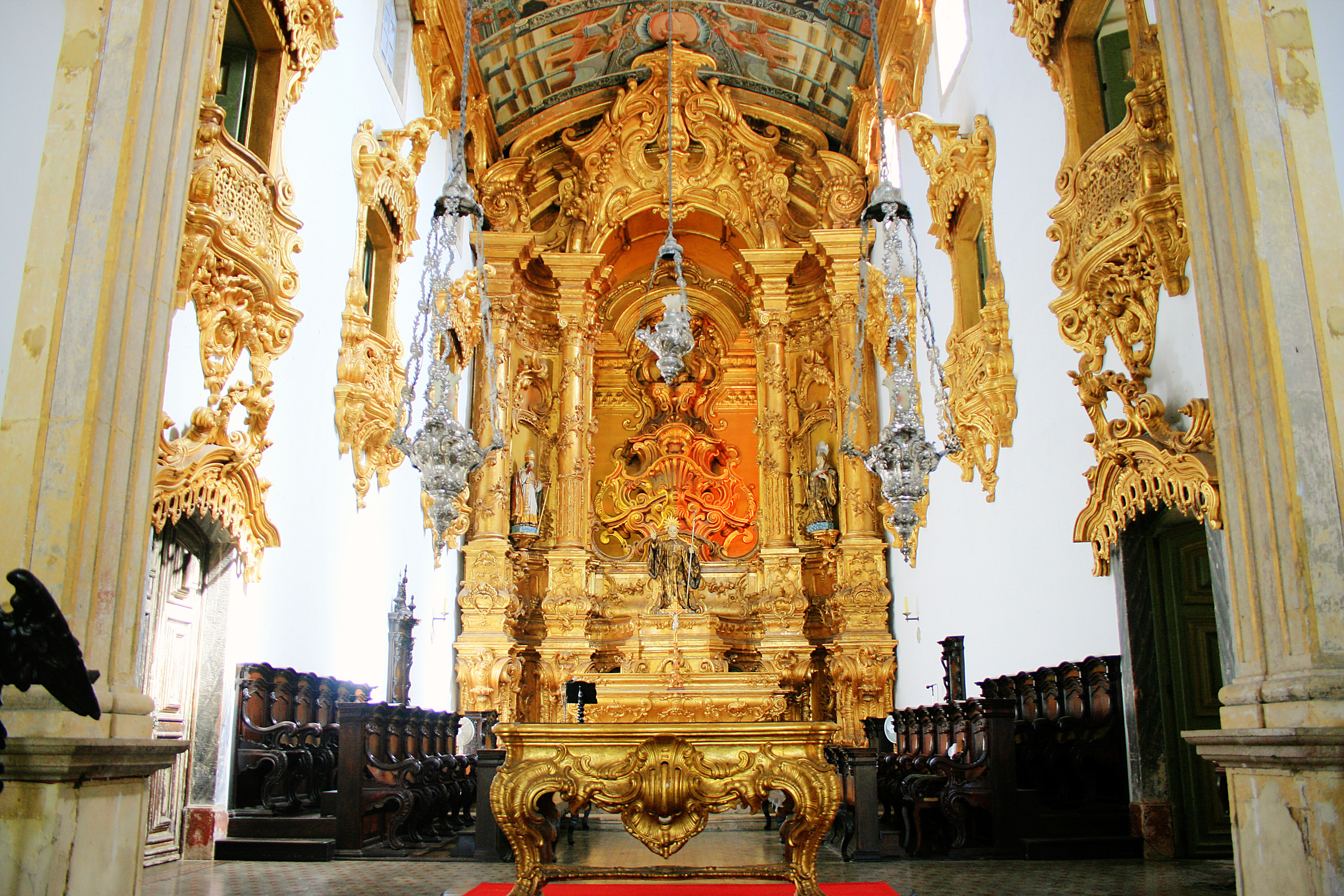
Altar-mor da Basílica de São Bento
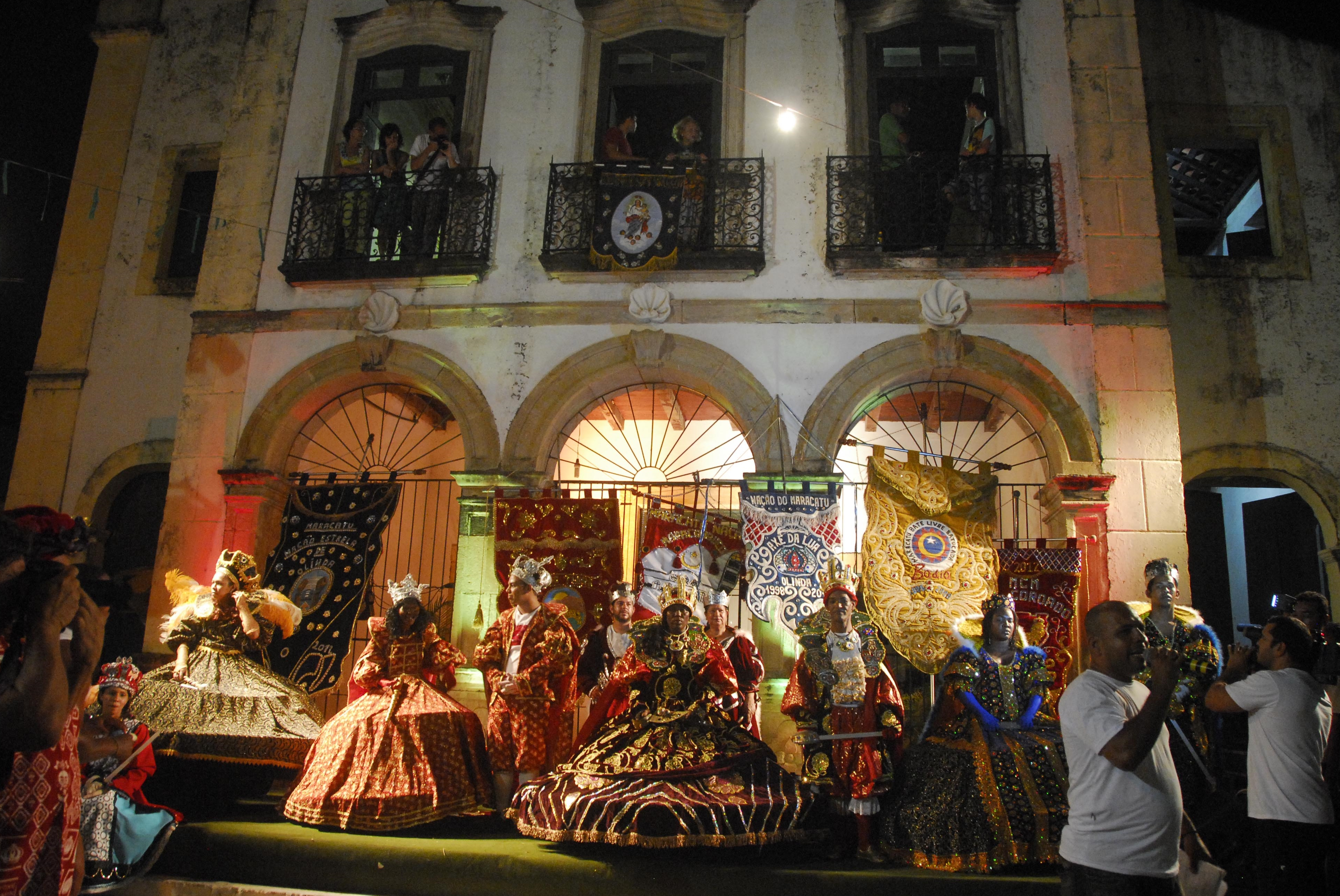
Igreja do Rosário dos Pretos de Olinda, primeira igreja do Brasil pertencente a uma irmandade de negros.
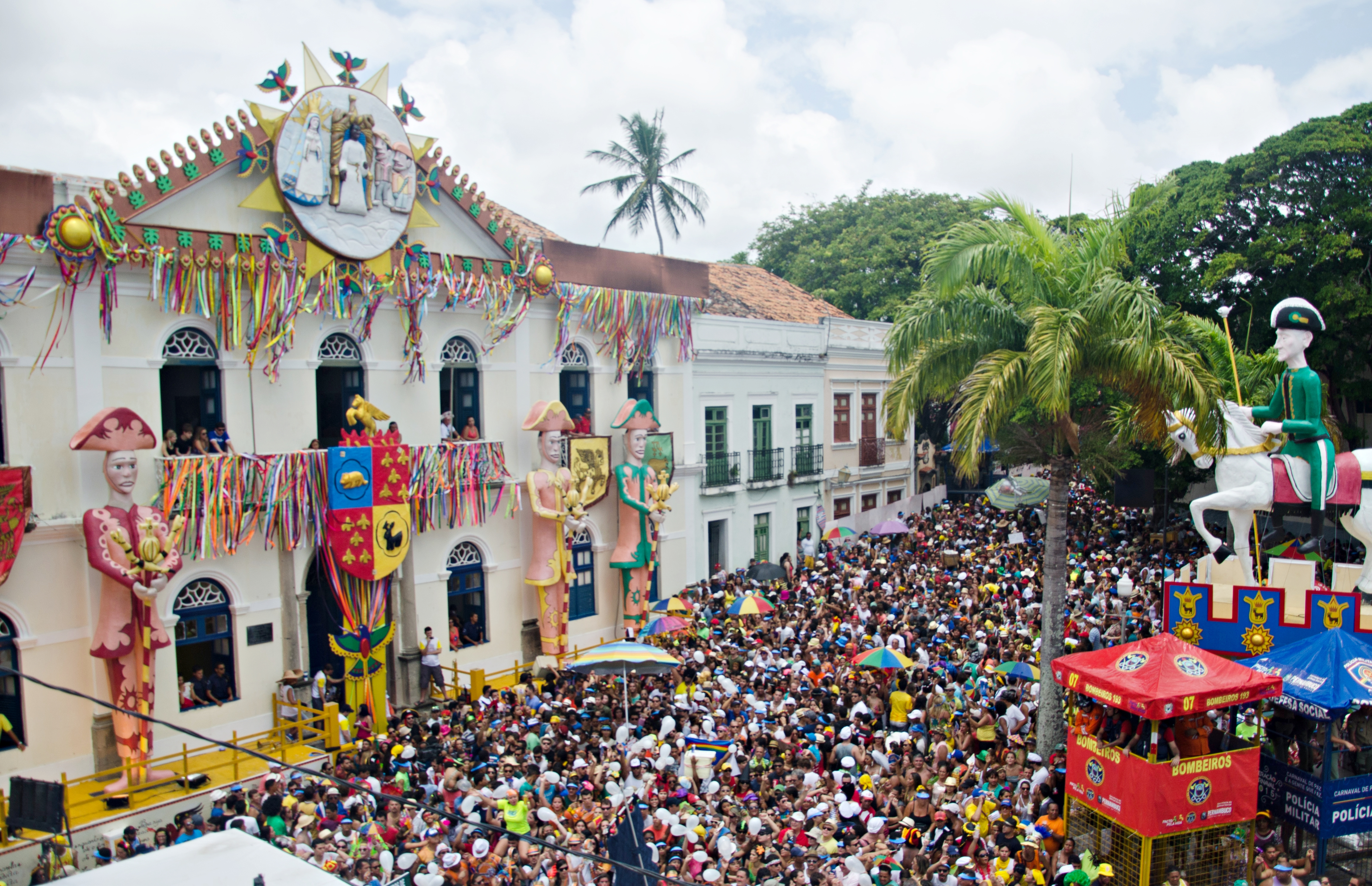
Prefeitura de Olinda, antigo Paço dos Governadores Gerais do Brasil, com decoração carnavalesca.